# Tafalla
Tafalla és un municipi de Navarra, a la comarca de Tafalla dins la Merindad d'Olite. Limita al nord-oest amb Artajona, al nord-est amb Pueyo i Leoz, a l'est amb San Martín de Unx, al sud-est amb Olite, al sud amb Falces, al sud-oest amb Miranda de Arga i a l'oest amb Berbinzana i Larraga.

## Demografia
| Evolució demogràfica                               | Evolució demogràfica | Evolució demogràfica | Evolució demogràfica | Evolució demogràfica | Evolució demogràfica | Evolució demogràfica | Evolució demogràfica | Evolució demogràfica | Evolució demogràfica | Evolució demogràfica |
| 1996                                               | 1998                 | 1999                 | 2000                 | 2001                 | 2002                 | 2003                 | 2004                 | 2005                 | 2006                 | 2007                 |
| -------------------------------------------------- | -------------------- | -------------------- | -------------------- | -------------------- | -------------------- | -------------------- | -------------------- | -------------------- | -------------------- | -------------------- |
| 10 017                                             | 10 159               | 10 124               | 10 288               | 10 443               | 10 646               | 10 842               | 10 782               | 10 924               | 11 040               | 11 115               |
| Fonts: Tafalla i Institut d'Estadística de Navarra |                      |                      |                      |                      |                      |                      |                      |                      |                      |                      |

## Història
El 1043 Ramir I d'Aragó fou derrotat en la batalla de Tafalla pel seu germanastre Garcia Sanxes III de Pamplona, cosa que permeté a Navarra apoderar-se d'algunes terres aragoneses i afeblir el poder aragonès.

## Administració
| Mandat    | Nom                          | Partit polític      |
| --------- | ---------------------------- | ------------------- |
| 1991-1995 | José Iribas Sánchez de Boado | UPN                 |
| 1995-1999 | Luis Valero Erro             | UPN                 |
| 1999-2003 | Luis Valero Erro             | UPN                 |
| 2003-2007 | María Teresa Mañú Echaide    | UPN                 |
| 2007-2011 | Cristina Sota Pernaut        | UPN                 |
| 2011-2015 | Cristina Sota Pernaut        | UPN                 |
| 2015-2019 | Arturo Goldarazena Asa       | Euskal Herria Bildu |

## Fills il·lustres
- Romualda Moriones (1876-..?) soprano-contralt
- Pedro de Tafalla (1605-1660) religiós i compositor musical